# Bryan Stevenson
Bryan Stevenson (Milton, 1959. november 14. –) amerikai jogász, társadalmi igazságossági aktivista, a New York University School of Law jogászprofesszora, az Equal Justice Initiative alapítója és ügyvezető igazgatója. Az alabamai Montgomeryben székel, és a büntető igazságszolgáltatási rendszerben a szegényekkel és a kisebbségekkel, különösen a gyermekekkel szembeni előítéletesség ellen küzd. Segített elérni, hogy az Egyesült Államok Legfelsőbb Bírósága olyan döntéseket hozzon, amelyek megtiltják a 18 év alatti gyermekek halálra vagy feltételes szabadlábra helyezés nélküli életfogytiglani börtönbüntetésre ítélését.
Stevensont a Just Mercy című 2019-es jogi drámafilmben ábrázolták, amely a 2014-es Just Mercy: A Story of Justice and Redemption (Just Mercy: Az igazságosság és a megváltás története) című memoárja alapján készült. A memoárban elmesélte, hogyan dolgozott együtt Walter McMilliannel, akit igazságtalanul ítéltek el és ítéltek halálra.
Stevenson kezdeményezte a montgomery-i Nemzeti Emlékművet a Békéért és Igazságosságért, amely az 1877 és 1950 között a déli államok tizenkét államában meglincselt több mint 4000 afroamerikai nevét őrzi. Azt állítja, hogy a rabszolgaság és a lincselések története befolyásolta a halálos ítéletek későbbi magas arányát délen, ahol azt aránytalanul nagy számban alkalmazták a kisebbségekre. Egy kapcsolódó múzeum, "Az Örökség Múzeum: A rabszolgaságtól a tömeges bebörtönzésig" nevű múzeum értelmezésekkel mutatja be a kapcsolatot a lincseléseknek az újjáépítési korszak utáni időszaka és a színesbőrűek bebörtönzésének és kivégzésének magas aránya között az Egyesült Államokban.

## Fiatalkora
Bryan A. Stevenson 1959. november 14-én született Miltonban, egy dél-delaware-i kisvárosban. Édesapja, idősebb Howard Carlton Stevenson Miltonban nőtt fel, édesanyja, Alice Gertrude (Golden) Stevenson pedig Philadelphiában született és nőtt fel. Családja a 20. század eleji nagy népvándorlás során Virginiából költözött a városba. Két testvére van: egy bátyja, Howard Jr. és egy nővére, Christy.
Mindkét szülő az állam északi részébe ingázott a munka miatt, idősebb Howard egy General Foods feldolgozóüzemben dolgozott laboratóriumi technikusként, Alice pedig a Dover Légierő Bázison dolgozott esélyegyenlőségi tisztként. Gyermekei számára különösen hangsúlyozta az oktatás fontosságát.
Stevenson családja a Prospect Afrikai Metodista Episzkopális Templomba járt, ahol Stevenson gyerekként zongorázott és énekelt a kórusban. Későbbi nézeteit az Afrikai Metodista Episzkopális Egyház erős hite befolyásolta, ahol a templomba járókat azért ünnepelték, mert „felálltak, miután elestek”. Ezek a tapasztalatok alapozták meg azt a meggyőződését, hogy „minden egyes ember a társadalmunkban több, mint a legrosszabb dolog, amit valaha tett”.
Amikor Stevenson 16 éves volt, anyai nagyapját, Clarence L. Goldent halálra késelték philadelphiai otthonában egy rablás során. A gyilkosok életfogytiglani börtönbüntetést kaptak, amit Stevenson igazságosnak tartott. Stevenson így nyilatkozott a gyilkosságról: „Mivel a nagyapám idősebb volt, a gyilkossága különösen kegyetlennek tűnt. De én egy olyan világból jöttem, ahol a bosszú helyett a megváltást értékeltük”.
Stevenson gyermekként foglalkozott a szegregációval és annak örökségével. Első osztályéveit egy „színes” általános iskolában töltötte. Mire második osztályba lépett, az iskolája hivatalosan már nem volt szegregált, de a régi szegregációs szabályok még mindig érvényben voltak. A fekete gyerekek külön játszottak a fehérektől, és az orvosi vagy fogorvosi rendelőben a színes gyerekek és szüleik továbbra is a hátsó ajtót használták, míg a fehérek az elsőn keresztül mentek be. Az uszodák és más közösségi létesítmények nem hivatalosan szegregáltak. Stevenson apja, aki a környéken nőtt fel, nyugodtan vette a mélyen gyökerező rasszizmust, de anyja nyíltan ellenezte a de facto szegregációt. Egy 2017-es interjúban Stevenson felidézte, hogyan tiltakozott az édesanyja az ellen a nap ellen, amikor a város színes gyerekei sorban álltak a gyermekbénulás elleni oltási állomás hátsó ajtajánál, hogy megkapják az oltást, és órákig várakoztak, miközben a fehér gyerekek mentek be először.

## Iskolái
Stevenson a Cape Henlopen középiskolába járt, és 1978-ban érettségizett. A futball- és baseballcsapatban játszott. A diákközösség elnöke is volt, és megnyerte az Amerikai Légió nyilvános beszédversenyeit. Bátyja, Howard, némi elismerést kap Stevenson retorikai képességeinek csiszolásában való közreműködéséért: „Úgy vitatkoztunk, ahogy a testvérek vitatkoznak, de ezek komoly viták voltak, amelyeket, azt hiszem, anyánk és a családunk felnövekedésének körülményei inspiráltak.”
Stevenson ösztöndíjat nyert a pennsylvaniai St. Davidsban található Eastern Egyetemre. Az egyetemen az egyetemi gospel kórust vezette. 1981-ben diplomázott filozófia szakon az Eastern-en. 1985-ben a Harvard jogi karán szerzett jogi doktori címet, valamint a szintén a Harvard Egyetemen működő John F. Kennedy School of Government közpolitikai mesterképzésén. A jogi egyetem alatt Elizabeth Bartholet faji és szegénységi peres ügyekkel foglalkozó kurzusának részeként Stephen Bright Southern Center for Human Rights nevű szervezeténél dolgozott, amely a halálraítélteket képviseli egész délen. E munka során Stevenson megtalálta hivatását.

## Pályája

### Southern Center for Human Rights
Miután 1985-ben diplomázott a Harvardon, Stevenson Atlantába költözött, és teljes munkaidőben csatlakozott a Southern Center for Human Rights-hoz. A központ régiónként osztotta fel a munkát, és Stevensont Alabamába osztották be. 1989-ben kinevezték az alabamai művelet, egy forrásközpont és halálbüntetés-védelmi szervezet vezetésére, amelyet a kongresszus finanszírozott. Volt egy központja Montgomeryben, az állam fővárosában.

### Egyenlőbb igazságszolgáltatásra irányuló kezdeményezés
Amikor az Egyesült Államok Kongresszusa megszüntette a halálbüntetés elleni védelem finanszírozását, Stevenson átalakította a központot, és megalapította a nonprofit Equal Justice Initiative (EJI) nevű nonprofit szervezetet Montgomeryben. 1995-ben MacArthur-ösztöndíjat kapott, és az összes pénzt a központ támogatására fordította. Garantálta, hogy Alabamában bárkit megvédjenek, akit halálbüntetésre ítéltek, mivel ez volt az egyetlen állam, amely nem biztosított jogi segítséget a halálraítéltek számára. Itt a legmagasabb az egy főre jutó halálbüntetések aránya is.
Az EJI egyik első ügye Walter McMillian ítélethozatal utáni fellebbezése volt, aki halálraítélt volt, miután gyilkosságért elítélték. Stevenson képes volt a vád minden elemét hiteltelenné tenni, ami ahhoz vezetett, hogy McMilliant 1993-ban felmentették és kiengedték a börtönből.
Stevenson különösen aggódik a 18 év alatti, gyermekkorban elkövetett bűncselekményekért elítélt személyek túlságosan szigorú ítéletei miatt. 2005-ben az Egyesült Államok Legfelsőbb Bírósága a Roper kontra Simmons ügyben úgy döntött, hogy a 18 év alattiakra kiszabott halálbüntetés alkotmányellenes. Stevenson azon dolgozott, hogy a bíróság gondolkodását a megfelelő büntetésről kiterjesszék a 17 éves kor alatt elítélt gyermekekre vonatkozó kapcsolódó ügyekre is.
Az EJI peres kampányt indított, hogy felülvizsgálják azokat az ügyeket, amelyekben gyermekeket ítéltek életfogytiglani börtönbüntetésre feltételes szabadlábra helyezés nélkül, beleértve az emberölés nélküli eseteket is. A Miller kontra Alabama ügyben (2012) az Egyesült Államok Legfelsőbb Bírósága úttörő jelentőségű döntésében kimondta, hogy a 17 éves vagy annál fiatalabb gyermekekre kiszabott, feltételes szabadságra bocsátás nélküli életfogytiglani büntetés alkotmányellenes; döntésük 29 állam törvényeit érintette. 2016-ban a Montgomery kontra Louisiana ügyben a bíróság úgy döntött, hogy ezt a döntést visszamenőlegesen kell alkalmazni, ami országszerte 2300 olyan személy ítéletét érintheti, akiket még gyermekkorukban életfogytiglani szabadságvesztésre ítéltek.
2022-ig az EJI több mint 130 embert mentett meg a halálbüntetéstől. Emellett szegény embereket képviselt, embereket védett a fellebbezés során, téves ítéleteket semmisített meg, és a büntető igazságszolgáltatási rendszerben tapasztalható előítéletek enyhítésén dolgozott.

„Van egy igazságszolgáltatási rendszerünk ebben az országban, amely sokkal jobban bánik veled, ha gazdag és bűnös vagy, mint ha szegény és ártatlan.”

– Bryan Stevenson

### A rabszolgaság elismerése
Az EJI irodái az Alabama folyónál lévő kikötő közelében vannak, ahol a rabszolgákat kirakodták a hazai rabszolga-kereskedelemben; ugyanilyen távolságra van a Court Square, „az ország egyik legnagyobb rabszolgaárverési helyszíne”. Stevenson megjegyezte, hogy Montgomery belvárosában „tucatnyi” történelmi emléktábla és számos, a Konföderáció történetéhez kapcsolódó emlékmű található, de semmi sem ismeri el a rabszolgaság történetét, amelyre a Dél gazdagsága épült, és amelyért a polgárháborút vívta. Javaslatot tett az államnak, és dokumentációt nyújtott be három rabszolgasági helyszínhez, amelyeken történelmi jelzőtáblák vannak; az alabamai levéltári és történelmi minisztérium közölte vele, hogy „a lehetséges viták miatt nem kívánja szponzorálni az emléktáblákat”. Stevenson egy afroamerikai történész csoporttal együttműködve szponzorálta a projektet; a csoport 2013-ban állami jóváhagyást kapott a három emléktáblára, és ezeket Montgomeryben már fel is állították.

### Nemzeti emlékmű a békéért és az igazságosságért
Stevenson hat hektárnyi volt állami lakótelepi területet vásárolt Montgomeryben egy új projekt, a Nemzeti Emlékmű a Békéért és Igazságosságért (National Memorial to Peace and Justice) kialakításához, amely annak a közel 4000 személynek állít emléket, akiket 1877 és 1950 között meglincseltek a déli államokban. Számos lincselést nyíltan, csőcselék és tömegek előtt hajtottak végre a megyei törvényszékek terein. Stevenson azzal érvelt, hogy a fehér csőcselék által elkövetett, bíróságon kívüli lincselések története szorosan összefügg az Alabamában és más déli államokban később kiszabott halálos ítéletek magas arányával, valamint azzal, hogy ezeket aránytalanul nagy arányban alkalmazták kisebbségi emberekre. Azt állítja továbbá, hogy ez a történelem befolyásolja a kisebbségekkel szembeni elfogultságot, ami az országszerte aránytalanul magas tömeges bebörtönzési arányokban nyilvánul meg. Az emlékművet 2018 áprilisában avatták fel.
Az emlékműhöz kapcsolódik a Hagyatéki Múzeum: A rabszolgaságtól a tömeges bebörtönzésig, amely szintén 2018. április 26-án nyílt meg. Az egykori rabszolgaraktárban található kiállítási tárgyak között szerepelnek a lincselésről, a faji szegregációról és a tömeges bebörtönzésről szóló anyagok a 20. század vége óta. Stevenson kifejti, hogy a színes bőrűekkel való bánásmód a büntető igazságszolgáltatási rendszerben hogyan kapcsolódik a rabszolgaság történetéhez és a kisebbségekkel való későbbi bánásmódhoz a déli államokban.

### A szerző
Stevenson írta a kritikusok által elismert Just Mercy: A Story of Justice and Redemption című (Az igazság és a megváltás története) könyvét, amelyet 2014-ben a Spiegel & Grau adott ki. A Time magazin 2014-ben beválasztotta a „10 legjobb nonfiction könyv” közé, a The New York Times pedig a „100 figyelemre méltó könyv” közé. Elnyerte a 2015-ös Andrew Carnegie Medal for Excellence in Nonfiction és a 2015-ös Dayton Literary Peace Prize for Nonfiction díjat. A könyv alapján készült Just Mercy című filmet, amelynek főszerepében Michael B. Jordan alakítja Stevensont, és amelynek maga Stevenson a producere, 2019. szeptember 6-án mutatták be a Torontói Nemzetközi Filmfesztiválon, és 2019. december 25-én került a mozikba.

### Speaker
Stevenson aktív nyilvános beszédeket tart, nagyrészt az EJI munkájához szükséges adományok gyűjtése érdekében. A kaliforniai Long Beachen tartott TED2012-es beszédével az interneten is széles közönséghez jutott. Előadását követően a konferencia résztvevői több mint 1 millió dollárral járultak hozzá a Stevenson által indított kampány finanszírozásához, amelynek célja annak a gyakorlatnak a megszüntetése, hogy az elítélt gyermekeket felnőtt börtönökben és fegyházakban helyezzék el. 2020 áprilisáig több mint 6,5 millió alkalommal tekintették meg az előadását.
Stevenson volt a diplomaosztó szónoka és számos tiszteletbeli diplomát kapott, többek között a következő intézményektől: University of Delaware, 2016, a jogtudományok tiszteletbeli doktora; Williams College, 2016, tiszteletbeli doktori cím; Loyola University Chicago, Stritch School of Medicine, 2011, Doctor of Humane Letters, honoris causa; College of the Holy Cross, 2015; Wesleyan University, 2016, díszdoktori cím; University of Mississippi, 2017-es fall convocation; Northeastern University, 2017 fall convocation; Emory University, 2020 tavaszi diplomaosztó és a jogi tudományok tiszteletbeli doktora.
2017 júniusában Stevenson tartotta a 93. Ware Lecture előadást az Unitárius Egyetemista Szövetség közgyűlésén New Orleansban, Louisiana államban.
Stevenson a PRX Radiotopia Criminal című podcastjának 45. epizódjában szerepel. A műsorvezető Phoebe Judge beszélgetett Stevensonnal a 30 év alatt szerzett tapasztalatairól, amit azzal töltött, hogy embereket szabadított ki a halálsorból, és arról, hogy mit gondol a kegyelmet érdemlőkről.
2018. május 24-én Stevenson tartotta a Johns Hopkins Egyetem 2018-as évfolyamának ünnepi beszédét.
2019. május 20-án Stevenson beszédet mondott a Pennsylvaniai Egyetemen.
2021. május 21-én a Freedom, Justice, and Hope with Bryan Stevenson premierje volt a Jazz at Lincoln Centerben, ahol a rasszizmus amerikai narratívájáról elmélkedett, és olyan zongoradarabokat adott elő, mint a "Honeysuckle Rose".
2022. május 8-án Stevenson tartott beszédet a Virginia állambeli Harrisonburgban található Eastern Mennonite Egyetemen. Ő lett a második, aki tiszteletbeli doktori címet kapott az egyetemen, a másik pedig a Nobel-békedíjas Leymah Gbowee.
2023. május 7-én Stevenson beszédet mondott az Ohio Állami Egyetem 2023-as kurzusának kezdeti beszédében.
2023. október 5-én Stevenson felszólalt a washingtoni spokane-i Whitworth Egyetem elnöki vezetési fórumán, ahol tiszteletbeli doktori címet kapott.

## Díjak és kitüntetések
2018 novemberében Stevenson megkapta a Benjamin Franklin-díjat az Amerikai Filozófiai Társaságtól, mint "Dob major for Justice and Mercy". 2020-ban Nasrin Sotoudeh-val, Alesz Bjaljackival és Lottie Cunningham Wrennel megosztotta a Megélhetési Jog díjat.
2024-ben beválasztották az Amerikai Filozófiai Társaságba.
- 1991 ACLU(wd) National Medal of Liberty[52]
- 1995 MacArthur Fellow[14]
- 2000 Olof Palme Prize[53]
- 2009 Gruber Prize for Justice[54]
- 2011 Four Freedoms Award in Freedom From Fear[55]
- 2012 Smithsonian(wd) magazine's American Ingenuity Award in Social Progress[56]
- 2015 Andrew Carnegie Medal for Excellence in Fiction and Nonfiction[27]
- 2015 Dayton Literary Peace Prize for Nonfiction[57]
- 2015 Time 100: The 100 Most Influential People(wd)[58]
- 2016 Honorary Doctor of Laws degree conferred by Princeton University[59]
- 2017 Honorary Doctor of Civil Law degree, conferred honoris causa by the University of Oxford[60]
- 2017 The Stowe Prize for Writing to Advance Social Justice[61]
- 2018 People's Champion Award from the 44th People's Choice Awards[62]
- 2018 The Benjamin Franklin Medal for distinguished public service from the American Philosophical Society[50]
- 2019 Golden Plate Award of the American Academy of Achievement[63]
- 2019 Honorary Doctor of Laws degree conferred by the University of Pennsylvania
- 2020 Right Livelihood Award[64]
- 2020 National Association of Criminal Defense Lawyers Lifetime Achievement Award[65]
- 2020 Global Citizen Prize for Global Citizen of the Year [66][67]
- 2021 The Fitzgerald Prize for Literary Excellence[68]
- 2021 National Humanities Medal
- 2023 Honorary Doctor of Humane Letters degree conferred by Whitworth University[69]
- 2025 Stockholm Prize in Criminology[70]

## Magánélete
Stevenson élethosszig tartó agglegény, és kijelentette, hogy karrierje összeegyeztethetetlen a házas élettel. 1985 óta az alabamai Montgomeryben él.

## Publikációk
By Bryan Stevenson:
- Stevenson, Bryan (2002. június 1.). „The Politics of Fear and Death: Successive Problems in Capital Federal Habeas Corpus Cases”. NYU Law Review 77 (3), 699–795. o.
- Stevenson, Bryan (2003. szeptember 1.). „The Ultimate Authority on the Ultimate Punishment: The Requisite Role of the Jury in Capital Sentencing”. Alabama Law Review 54 (4), 1091–1155. o. (Hozzáférés: 2015. szeptember 27.)
- Stevenson, Bryan (2006. szeptember 1.). „Confronting Mass Imprisonment and Restoring Fairness to Collateral Review of Criminal Cases”. Harvard Civil Rights-Civil Liberties Law Review 41 (2), 339–367. o. (Hozzáférés: 2015. szeptember 27.)
- Stevenson, Bryan. Just Mercy: A Story of Justice and Redemption, First, New York: Spiegel & Grau (2014). ISBN 9780812994520. OCLC 978357094
- A Perilous Path: Talking Race, Inequality, and the Law, First, New York: The New Press (2018). ISBN 9781620973950

By EJI:
- Equal Justice Initiative: Cruel and Unusual: Sentencing 13-and 14-Year Old Children to Die in Prison. Equal Justice Initiative , 2008. január 1. (Hozzáférés: 2019. október 29.)

## Adaptációk
- Just Mercy (2019), film directed by Destin Daniel Cretton(wd), based on book Just Mercy: A Story of Justice and Redemption

## Magyarul megjelent
- A kegyelem ára (Just Mercy) – Alexandra, Pécs, 2021 · ISBN 9789634479550 · Fordította: Babits Péter

## Fordítás
- Ez a szócikk részben vagy egészben  a   Bryan Stevenson című angol Wikipédia-szócikk fordításán alapul.  Az eredeti cikk szerkesztőit annak laptörténete sorolja fel. Ez a jelzés csupán a megfogalmazás eredetét és a szerzői jogokat jelzi, nem szolgál a cikkben szereplő információk forrásmegjelöléseként.